# Rhodoecia illinoisensis
Rhodoecia illinoisensis là một loài bướm đêm trong họ Noctuidae.